# Shorea bakoensis
Shorea bakoensis är en tvåhjärtbladig växtart som beskrevs av Peter Shaw Ashton. Shorea bakoensis ingår i släktet Shorea och familjen Dipterocarpaceae. Inga underarter finns listade i Catalogue of Life.